# Панфиловский, Иван Никитович
Иван Никитович Панфиловский — советский сталевар и партийный деятель, Герой Социалистического Труда.

## Биография
Родился в 1936 году в деревне Калиновка, Украина.
С 1954 года работал в металлургической промышленности Челябинска. В 1954—1999 годах — подручный сталевара, сталевар, старший сталевар мартеновского цеха № 1 Челябинского металлургического завода, мастер производственного обучения, директор профессионально-технического училища № 37, директор ведомственной гостиницы для иностранных специалистов.
Избирался депутатом Верховного Совета РСФСР 8-го и 9-го созывов.

## Награды и звания
- Герой Социалистического Труда (указ Президиума Верховного Совета СССР от 30 марта 1971 года)
- Орден Ленина (1971)
- Почётный металлург (1967)
- Золотая медаль ВДНХ (1972)